# Lisa Förare Winbladh
Laila Elisabet "Lisa" Birgersdotter Förare Winbladh, född 16 februari 1966 i Råsunda, är en svensk författare, journalist och  matskribent.

## Biografi
Förare Winbladh har både enskilt och som medförfattare skrivit en rad böcker samt varit matskribent i en mängd tidningar, bland annat fast anlitad av Sydsvenskan. Hon har medverkat i matprogram i TV och radio och var bland annat sommarpratare 2004. Tillsammans med sin man Johan Swanljung har hon grundat matsidan Taffel. Hon ligger även bakom konceptet Matkaravan i Stockholm och Malmö.
År 2018 vann hon Tidningen Skrivas novelltävling med novellen "Prövningen". År 2019 utkom hennes första skönlitterära roman; thrillern Varken på Louise Bäckelin förlag.

## Tv- och radio-program
- Sommarvärd i Sommar i P1 2005
- Köket i TV4 2008
- Återkommande "matpratare" fredagar i SR Sörmland 2009
- Jurymedlem i Stjärnkockarna i TV3 2010

Återkommande gäst i P1 Meny, hos Annika Lantz, Niklas Mat m.fl. program. 